# Новоутворення ендокринних залоз
Новоутворення ендокринної залози — доброякісна або злоякісна неоплазія одного або декількох органів ендокринної системи.

## Діагноз
Діагностичні засоби, що застосовуються для діагностики новоутвореннь ендокринних залоз все ще стрімко розвиваються. Сучасний арсенал лабораторно-інструментальних засобів дозволяє діагностувати новоутворення на ранніх етапах. До цих засобів належать ультразвукове дослідження, за допомогою якого можна визначити вузлові утворення щитоподібної та паращитоподібної залоз на ранніх етапах. Застосування КТ, МРТ, ПЕТ дозволяє проводити якісний моніторинг онкохворих, а також з діагностичною метою, зокрема при нейроендокринних пухлинах (карциноїд, гастринома, інсулінома тощо). Активно впроваджуються в практику онкомаркери: визначення рівня протеїнів хромограніну А та синаптофізину (при нейроендкринних пухлинах), кальцитоніну, СЕА та RET (медулярний рак).

## Захворювання щитоподібної залози
Найбільшу частку середі новоутворень ендокринних залоз становлять захворювання щитоподібної залози. В структурі доброякісних захворювань щитоподібної залози переважає багатовузловий зоб, тоді як серед злоякісних — папілярний рак, третина випадків якого є мікрокарцинома.

## Захворювання паращитоподібної залози
Новоутворення даного органу пов'язані переважно з доброякісними новоутвоворенням — аденомою, внаслідок чого розвивається гіперпаратиреоз.

## Захворювання підшлункової залози
Рак підшлункової залози може розвиватись як з екзокринної так і з ендокринної частини органу, тому, в залежності від патогістологічного типу, може розглядатись як новоутворення травного каналу. Рак підшлункової залози — найчастіше діагностоване новоутворення даного органу. Меншу частку складають нейроендокринні пухлини.

## Захворювання гіпофізу
Через своє анатомічне розташування новоутворення гіпофізу та гіпоталамусу розглядають як пухлини мозку.

## Захворювання молочної залози
Рак молочної залози — одне з найрозповсюджених захворювань в світі серед жінок. Аденокарцинома, що найчастіше розвивається з клітин молочної залози, в більшості випадків зберігає здатність продукувати гормони, що застосовується в клінічній практиці при лікуванні даного новоутворення.